# Edward Bogusławski
Edward Bogusławski, né le 22 septembre 1940 à Chorzów et mort le 24 mai 2003 à Katowice, est un compositeur polonais.

## Biographie
Edward Bogusławski étudie la composition avec Bolesław Szabelski et Roman Haubenstock-Ramati à Vienne. Il commence à enseigner en 1963 au Collège de musique de Katowice. Il est considéré comme un compositeur impressionniste.

## Œuvres

### Œuvres orchestrales
- Intonazioni II (1967)
- Signaux (1966)
- Concerto pour hautbois, hautbois d'amour, cor anglais, musette et orchestre (1967)
- Capriccioso-Notturno (1972)
- Pro Varsovia (1974)

### Œuvres de musique de chambre
- Intonazioni I (1962) pour neuf instruments
- Métamorphoses (1967) pour hautbois, clarinette, deux violons, alto et violoncelle
- Versions (1968) pour six instruments
- Musica per Ensemble MW-2 (1970) pour flûte, violoncelle et deux pianos
- Trio pour flûte, hautbois et guitare (1970)
- Per Pianoforte (1971)
- Impromptu (1972) pour flûte, alto et harpe
- Musica Notturna (1974), pour musette et piano
- Divertimento (1975), pour ensemble de chambre

### Œuvres vocales
- Canti (1967) pour soprano et orchestre
- L'Être (1973), pour soprano, flûte, violoncelle et deux pianos
- Évocations (1974), pour baryton et orchestre

### Œuvres chorales
- Apocalypse (1965) pour récitant, chœur et instruments